# 動作主
動作主（どうさしゅ、Agent）は、言語学において述語の表す動作の主体または原因をいう。主題役割の一つであり、活格言語では主語として標示される。対格言語では他動詞（能動態）や自動詞の主語、または主格として表現される場合が多いが、必ずしもこれらに対応するものではない。